# Hilde Raupach
Hilde Raupach ist eine ehemalige deutsche Rennrodlerin.
Hilde Raupach gewann bei den Rennrodel-Europameisterschaften 1928 in Schreiberhau vor Margarethe Wolf und Felicitas Hansch den Titel. Es war die erste EM seit der ersten Austragung 1914, bei der Anna Skoda den offenbar noch nicht offiziellen Wettbewerb gewonnen hatte.